# Ambachtshuis (Abbenbroek)
Het Ambachtshuis of Ambachtsherenhuis is een monumentaal gebouw in het Nederlandse dorp Abbenbroek, provincie Zuid-Holland. Het huis diende als woonplaats van de heren van Abbenbroek en wordt beschouwd als de opvolger van het middeleeuwse kasteel Abbenbroek dat eind 15e eeuw werd vernield.

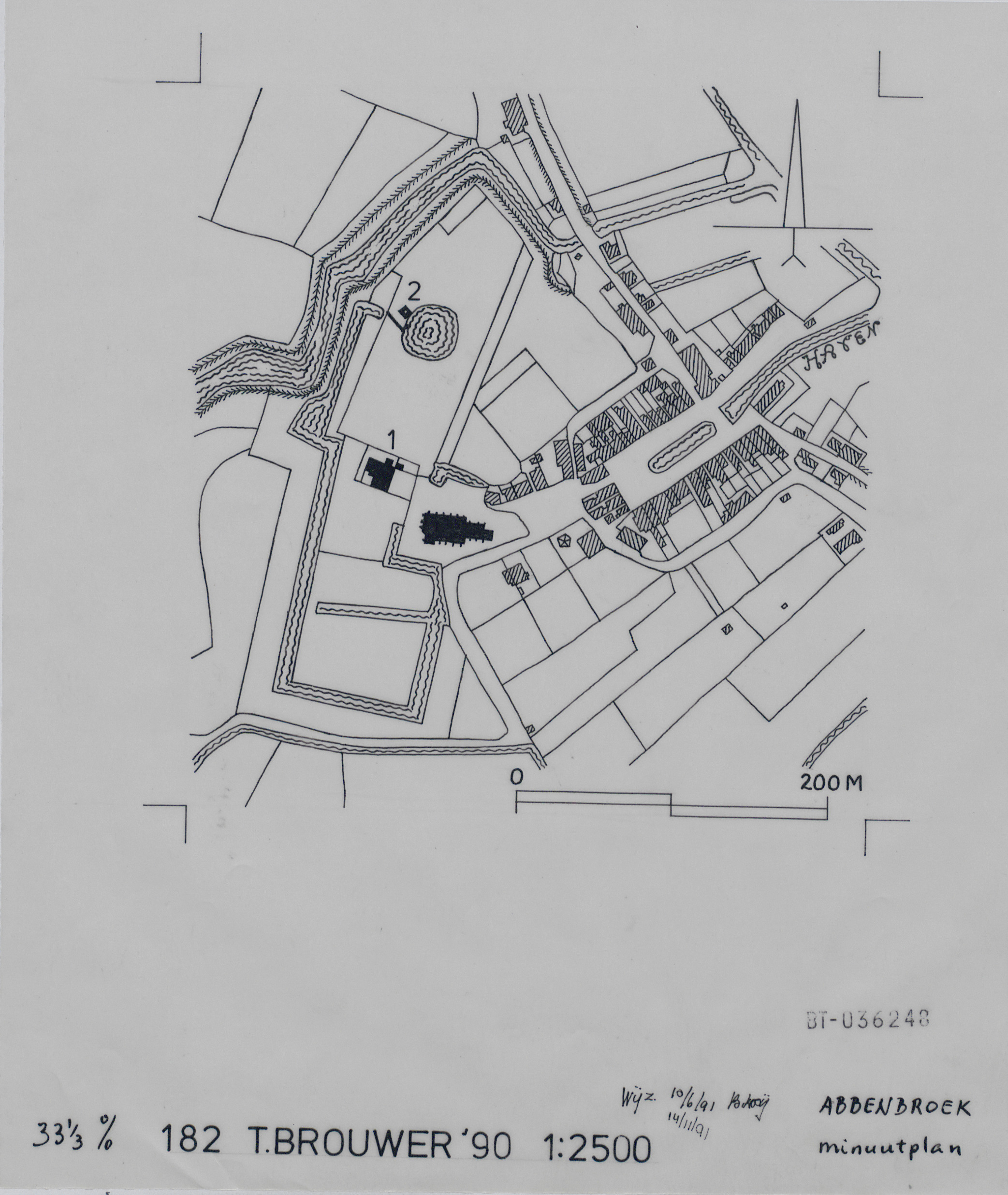
Abbenbroek: bij 1 het Ambachtshuis, bij 2 het voormalige kasteel

## Geschiedenis

### Kasteel
Eind 13e eeuw bouwden de heren van Abbenbroek een vierkante woontoren. Deze werd in het derde kwart van de 14e eeuw door Jan Arentsz van Abbenbroek uitgebreid met een rechthoekige muur rondom de toren.
Tijdens de Hoekse en Kabeljauwse twisten koos Gerrit van Abbenbroek de kant van de Kabeljauwen. Hij werd in 1481 door de Hoeken gevangen genomen. In 1489 werd het dorp Abbenbroek overvallen door Hoekse troepen die het graan in beslag namen. Omdat de inwoners hun medewerking weigerden, staken de Hoeken het dorp in brand, waarbij ook het kasteel werd vernield.

### Ambachtshuis
Omdat het kasteel als woonhuis en verdedigingsmiddel was verouderd, liet de heer van Abbenbroek even ten zuiden van het ruïneuze kasteel, bij de kerk, een nieuw woonhuis bouwen: het ambachtshuis. Het is onbekend wanneer dit is gebeurd; de oudste delen van het ambachtshuis dateren nog van vóór 1600.
De ambachtsheerlijkheid kwam in 1793 in bezit van de familie De Vos van Steenwijk. In de 19e eeuw zou het huis niet meer permanent worden bewoond door de eigenaren: het ambachtshuis fungeerde vooral als buitenhuis en jachthuis.
In 1946 werd voorgesteld om het huis te restaureren en in te richten als gemeentehuis. Op dat moment werd het bewoond door vijf gezinnen. Het plan ging niet door. In de jaren 1950 wilde de gemeente het huis slopen vanwege uitbreidingsplannen, maar mr. Frederik Henri baron de Vos van Steenwijk genaamd van Essen tot Windesheim, heer van Windesheim en Abbenbroek (1882-1973) weigerde hieraan mee te werken. Dankzij een uitspraak van de Kroon in 1960 werden de sloopplannen voorkomen. Twee jaar later verkocht de baron het huis aan een particulier, waarna vanaf 1968 de restauratie werd uitgevoerd. In 1976 verrees aan de rechterzijde een garage.

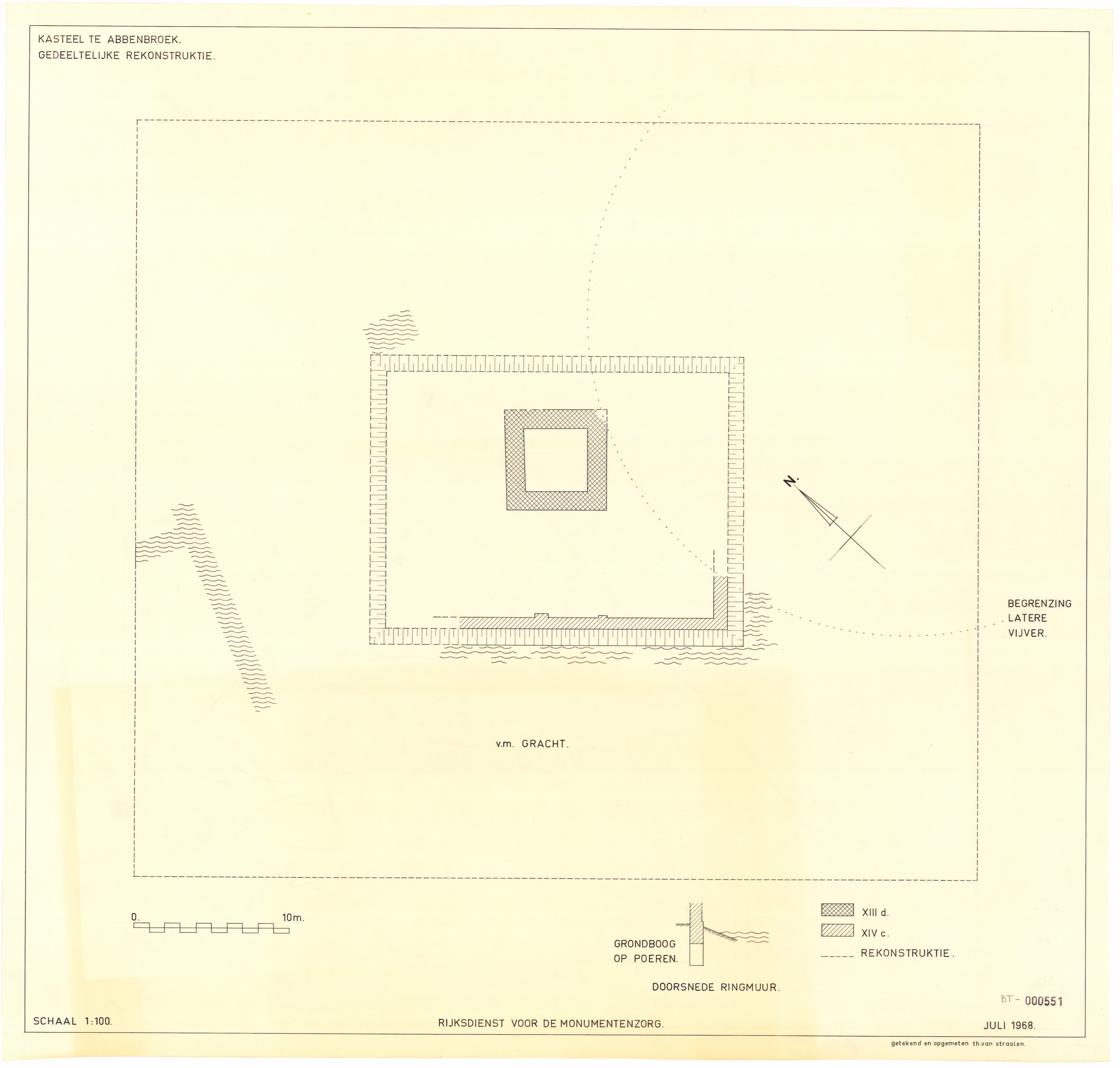
Reconstructietekening van kasteel Abbenbroek op basis van de opgravingen van 1968

## Beschrijving

### Kasteel
In 1968 zijn de funderingen van het 13e-eeuwse kasteel gevonden. Het betreft een omgrachte vierkante woontoren van 6,5 bij 6,5 meter groot. Dankzij de dikke muren van 1,2 meter bleef er aan de binnenzijde een vrij kleine woonruimte van 4 bij 4 meter over.
Bij de uitbreiding in het derde kwart van de 14e eeuw werd de gracht gedempt en rondom de toren kwam een rechthoekige muur te staan, die door een nieuwe gracht werd omgeven. De fundamenten van het kasteel zouden nog tot midden 19e eeuw zichtbaar zijn geweest.
De kasteellocatie is overbouwd met een woonwijk.

### Ambachtshuis
Het oudste deel van het ambachtshuis bevindt zich op de begane grond van het rechter deel: hier zijn muren aanwezig die nog dateren van vóór 1600. Dit diepe bouwdeel had mogelijk aan beide zijden een topgevel. Al snel werd dit gebouw aan de linkerzijde uitgebreid met een dwarsvleugel.
In de 17e eeuw volgde een grootschalige verbouwing waarbij het huis zijn huidige vorm zou krijgen, met een uitgebouwde keuken aan de rechter achterzijde. De kap werd eveneens vernieuwd. In 1768 volgde een nieuwe verbouwing, waarbij de voorgevel werd gemoderniseerd: nieuwe ramen, bepleistering en een lijstgevel. Aan de linker achterzijde werd een uitbreiding gerealiseerd.
De voorgevel werd in de eerste helft van de 19e eeuw voorzien van een klamp van donkerrode bakstenen.
In 1968 ging de restauratie van het ambachtshuis van start. Een nieuwe restauratie vond plaats in 2007.

#### Huidige situatie
Het L-vormige huis staat aan de westzijde van de dorpskern en telt twee bouwlagen onder een schilddak met houten kroonlijst en twee dakkapellen. Het dak aan de voorzijde zal uit de 18e eeuw dateren, terwijl het lagere dak op het rechterdeel van het huis uit de 17e eeuw stamt. De balklagen aan de binnenzijde van het huis kennen twee verschillende richtingen: in het diepe rechterdeel van het huis lopen ze van links naar rechts, in het ondiepe linkerdeel van het huis van voor naar achter.
De voorgevel heeft zes traveeën die onderling enigszins afwijken in breedte vanwege de oudere muren aan de binnenkant van het pand. De voordeur zit in de tweede travee van rechts. Achter deze voordeur is een vierkante hal met marmeren vloer en lambrisering. Aan de linkerzijde van de hal is de grote woonkamer gelegen. In de achterwand van de hal zitten twee boogpoortjes, waarvan het linker naar het trappenhuis leidt en het rechter naar de gang richting de keuken en de kelder.
Op de verdieping zijn diverse kamers aanwezig. Deze liggen niet alle op hetzelfde niveau: dit is het gevolg van de diverse verbouwingen en uitbreidingen in de loop der tijd.
Rondom het huis ligt een tuin. Het uit 1768 afkomstige smeedijzeren hek geeft toegang tot het perceel.

## Afbeeldingen

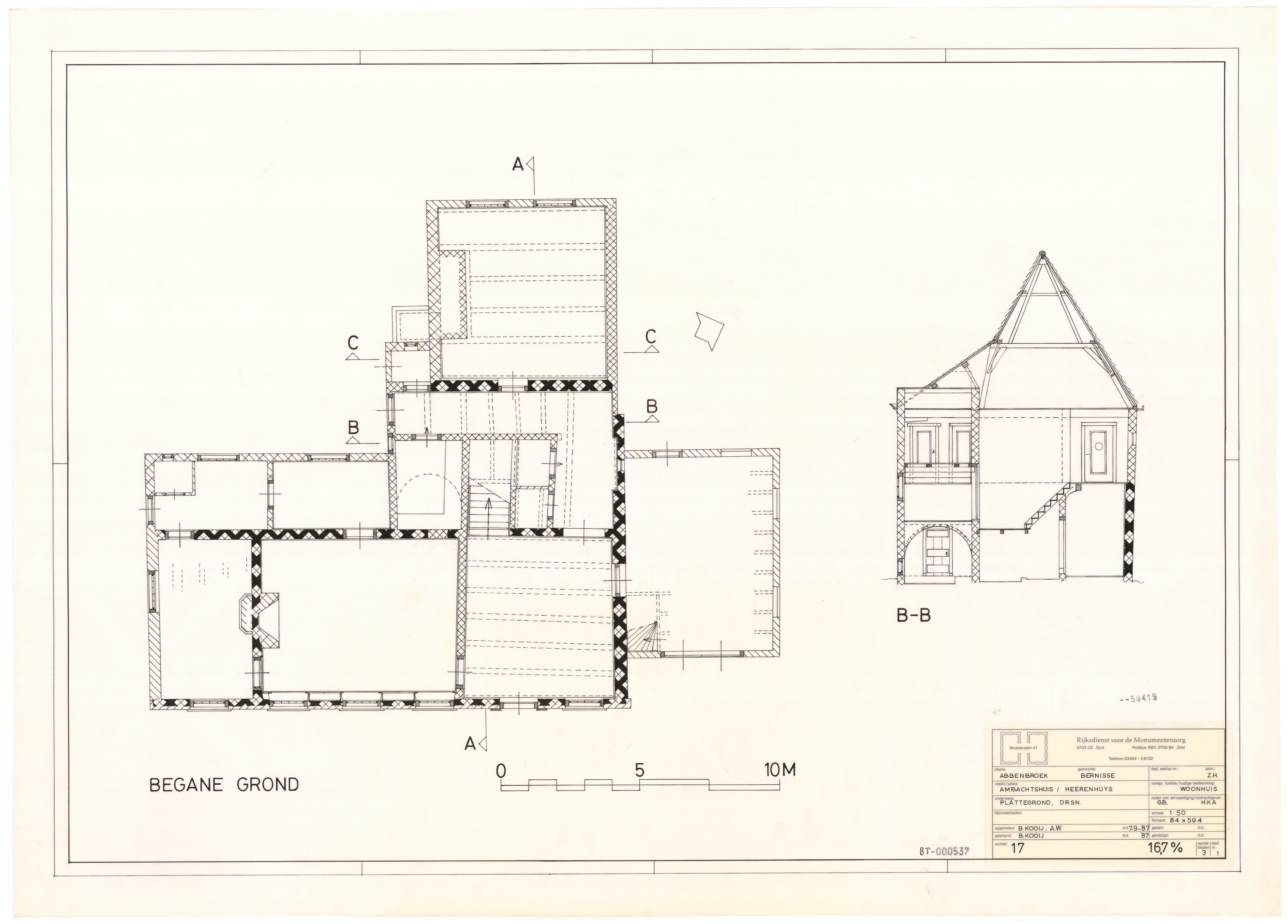
Plattegrond begane grond Ambachtshuis Abbenbroek
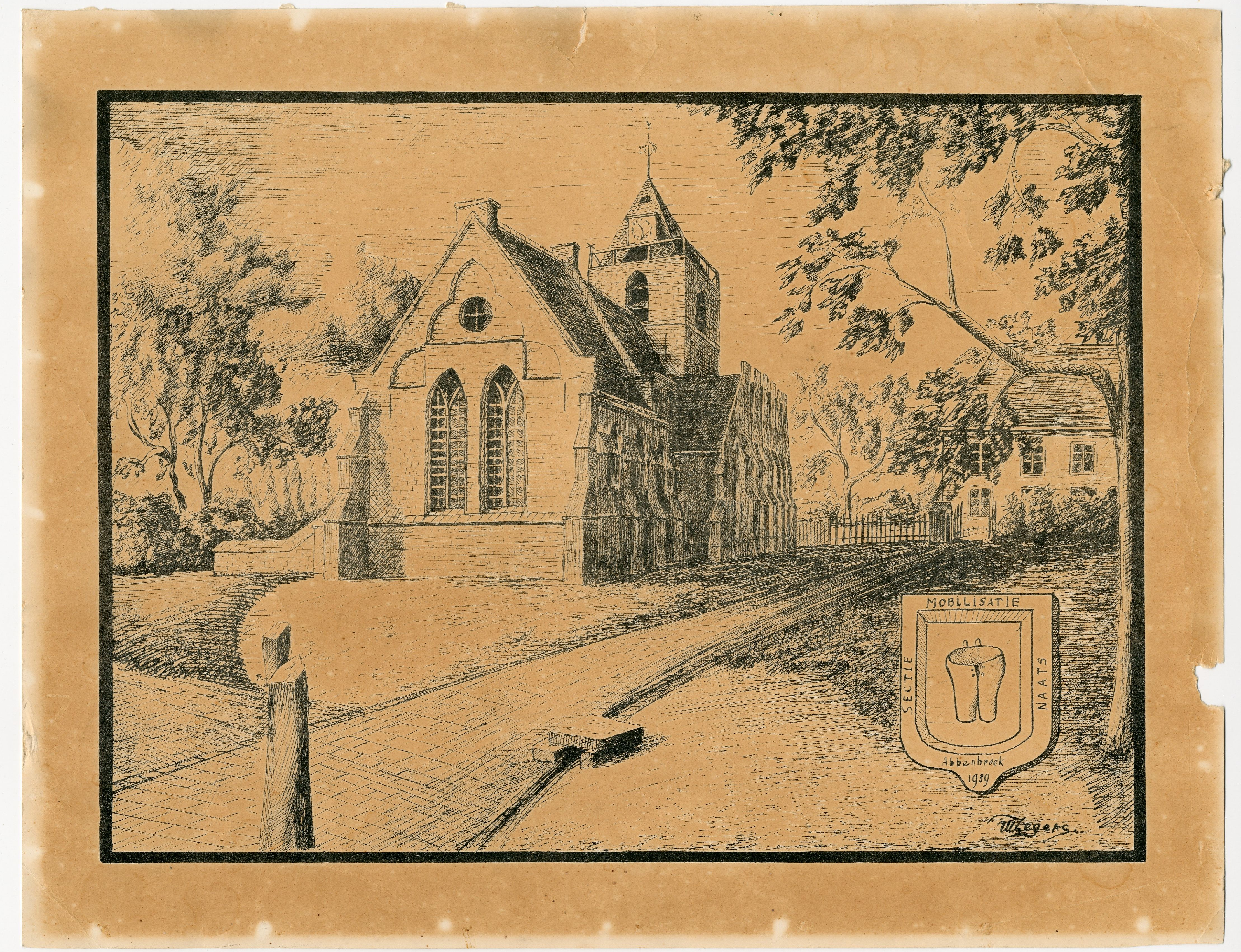
Tekening uit 1939 van de kerk en (op de achtergrond) het ambachtshuis
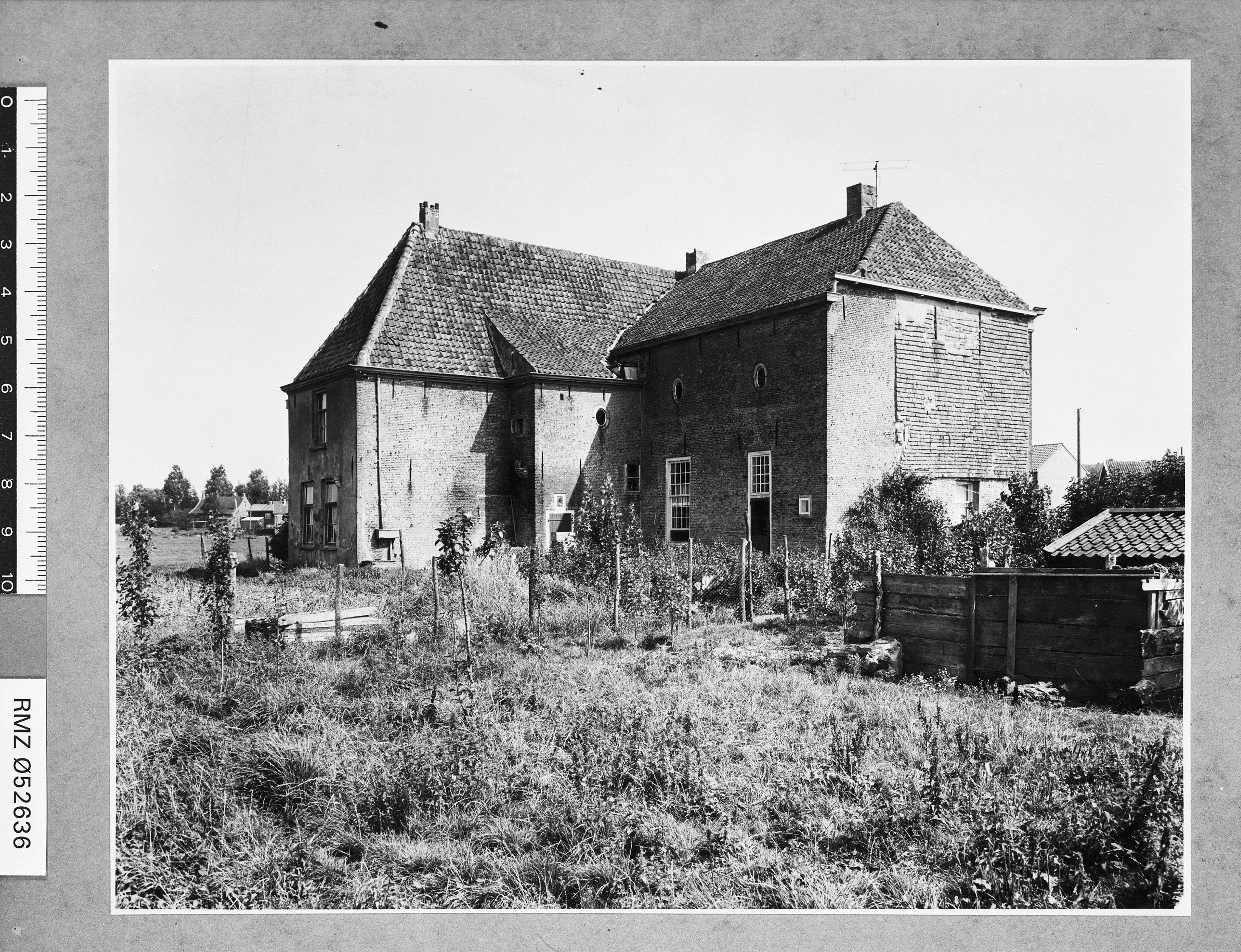
Het Ambachtshuis in 1958
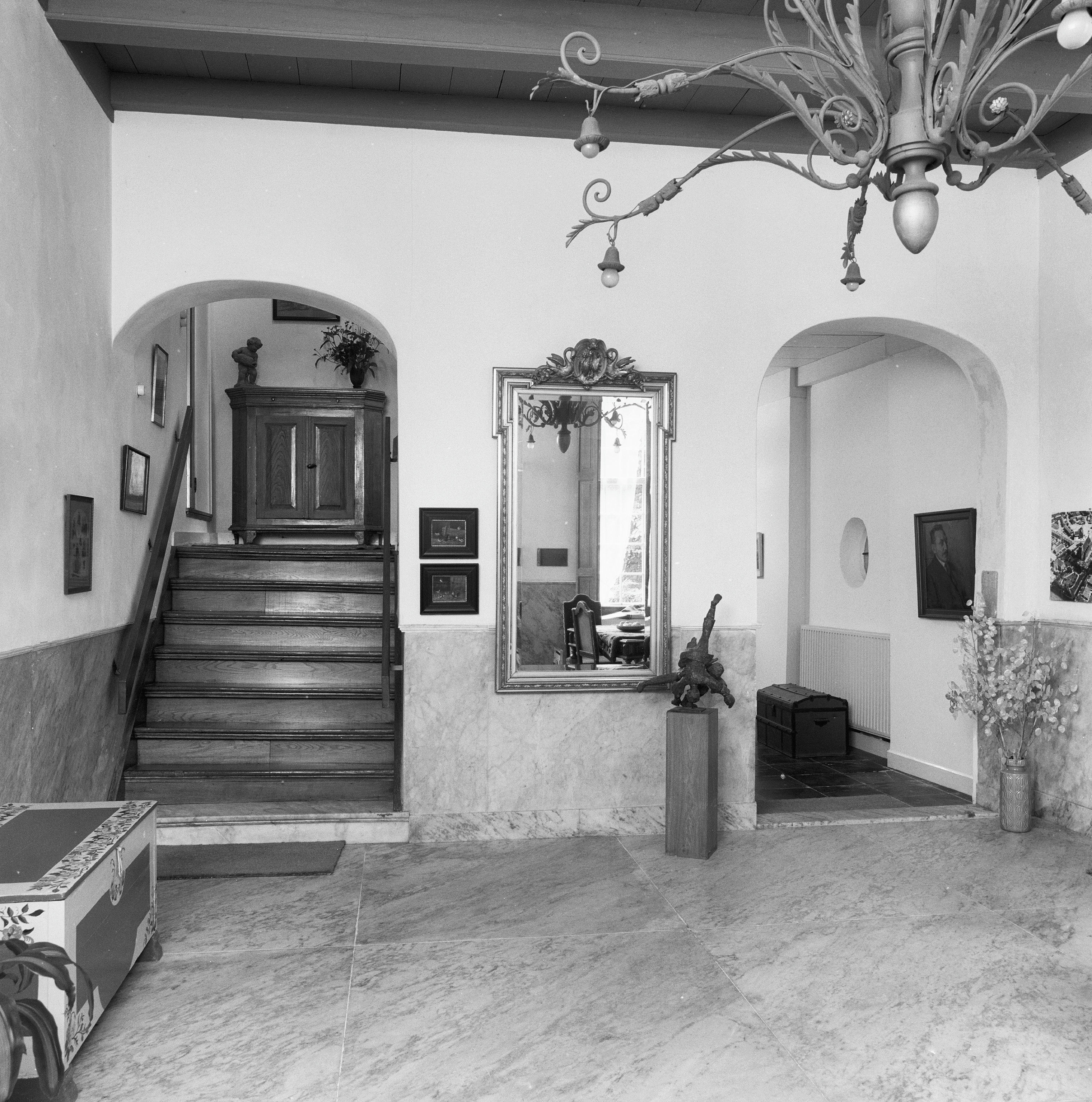
De hal, met links het poortje naar het trappenhuis en rechts het poortje naar de keuken
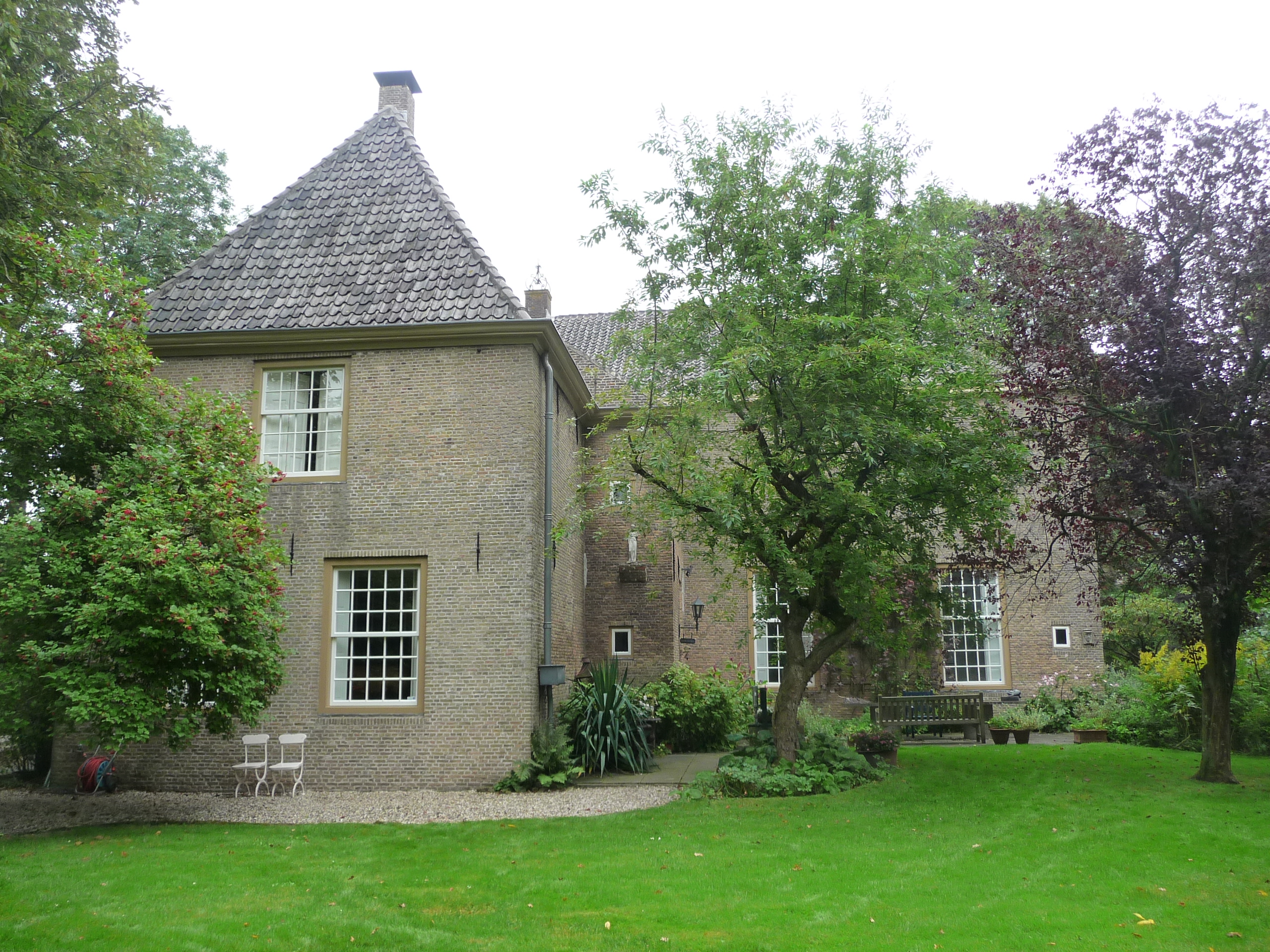
Achterzijde van het Ambachtshuis in 2021

Abbenbroek · Abspoel · Adegeest · Slot Alkemade ·  Altena · Arkelsburg · Bellesteyn · Huis ten Berghe · Binckhorst · Binnenhof · Blijdestein · Te Blotinghe · Boekenburg · Boekhorst · Boshuysen · Bulgersteyn · Burcht (Leiden) · Burcht (Voorne) · Slot Capelle · Coebel · Cranenburg · Crayestein · Cronesteyn · Crooswijk · Develstein · 't Huys Dever · Dirks Steenhuis · Ter Does · Duivenstein · Duivenvoorde · Endegeest · Endepoel · Foreest · Giessenburg · Gravensteen · Groot Haesebroek · 's Heeraartsberg · Hof van Wateringen · Holy · Slot Honingen · Kasteel van de Heren van Arkel · Kasteel van Gouda · Keenenburg · Kasteel Keukenhof · Klein Poelgeest · Huis te Langerak · Langestein · Huis te Liesveld · Ter Lips · De Loo · Madeburcht · Marenburch · Meerburg · Huis te Merwede · Huis ter Mey · Kasteel van der Meye · Niemandsvriend · Noordeloos · Oud-Berendrecht · Oud-Poelgeest · Oud Teylingen · Paddenpoel · Persijn · Groot Poelgeest · Hof van Putten · Puttensteyn · Landgoed De Raephorst · Kasteel Ravesteyn · Kasteel van Rhoon · Rijnegom · Rijnenburg · Huis te Riviere · Rodenburg · Hofstad Rodenrijs · Rodenrijs · Rosenburgh · Huis Roucoop · Santhorst · Schelluinderberg · Schonenburg · Kasteel van Schoonhoven · Souburgh · Spangen · Starrenburg · Huis ter Specke · Steenvoorde · Stenevelt · Slot Teylingen · Den Toll · Torenvliet · Slot Valckesteyn · Huis ter Waard · Warmont · Ter Weer · Hof van Wena · Kasteel Westerbeek · Huis te Woude · Kasteel van IJsselmonde · 't Zand · Huis Zevender · Kasteel aan de Zevender · Zijlhof · Zonneveld · Huis Zuidwijk · Zwieten